# Riyad Farid Hijab
 Riyad Farid Hijab (arabiska: رياض فريد حجاب), född 1966 i Dayr az-Zawr, är en syrisk politiker som var Syriens premiärminister från juni till augusti 2012, då han flydde landet och anslöt sig till oppositionen i den Syriska revolutionen.
Riyad Farid Hijab fick till uppgift av Syriens president Bashar al-Assad att bilda ny regering.
Han föddes i Dayr az-Zawr i Dayr az-Zawr-provinsen 1966. Innan han blev Syriens premiärminister var han jordbruksminister år 2011-2012.

## Privatliv
Riyad Farid Hijab är gift och har fyra barn.

### Fotnoter
1. ↑  Rulers.org: Syria, läst 2016-02-14